# Stateflow
Stateflow ist ein interaktives Design- und Simulationstool für ereignisgesteuerte Systeme. Es wird von The MathWorks entwickelt.
Stateflow stellt Modellierungs- und Beschreibungselemente zur Verfügung, mit denen komplexe Abläufe und Verknüpfungen in einer einfach verständlichen Darstellungsform erzeugt und beschrieben werden können. Das Tool ist eng angebunden an MATLAB und Simulink vom selben Hersteller.
Stateflow Charts ermöglichen die grafische Darstellung von hierarchischen und parallelen Zustandsmodellen sowie die ereignisgesteuerten Transitionen zwischen Einzelzuständen. Neben klassischen Zustandsmodellelementen ist auch C-Code direkt einbindbar.